# Jörg Dederding
Jörg Dederding (5 de agosto de 1967) es un deportista alemán que compitió en remo como timonel. Ganó cuatro medallas en el Campeonato Mundial de Remo entre los años 1989 y 2002.

## Palmarés internacional
| Representando a la RFA   |                   |                   |                         |
| Campeonato Mundial       |                   |                   |                         |
| Año                      | Lugar             | Medalla           | Prueba                  |
| 1989                     | Bled (Yugoslavia) | Medalla de bronce | Ocho con timonel ligero |
| Representando a Alemania |                   |                   |                         |
| Campeonato Mundial       |                   |                   |                         |
| Año                      | Lugar             | Medalla           | Prueba                  |
| 1991                     | Viena (Austria)   | Medalla de oro    | Cuatro con timonel      |
| 2000                     | Zagreb (Croacia)  | Medalla de bronce | Cuatro con timonel      |
| 2002                     | Sevilla (España)  | Medalla de plata  | Ocho con timonel ligero |